# Willem Reimers
Willem Reimers (17 april 1947) is een Nederlands hotelier. Hij valt op door zijn vaak wisselende brilmonturen en maatpakken met pochetten.
Reimers is cum laude afgestudeerd aan de Steigenberger Hotelfachschule. Hij begon zijn loopbaan in Zwitserland om in 1973 terug te keren naar Nederland. Reimers is directeur geweest van verschillende hotels in Nederland zoals het Sofitel in Den Haag en The Grand in Amsterdam. In 2005 richtte hij Reimers Hotel Consultancy op.
Hij is bij het grote publiek bekend van enkele televisieprogramma's. Reimers presenteert samen met Herman den Blijker het programma Herrie in het Hotel, jureerde in het derde seizoen van het RTL 4-programma Mijn Tent is Top en werkt mee aan het programma Herrie XXL. In deze programma's wordt hij door Den Blijker steeds "Reimpie" genoemd.
Reimers had in 2012 ook zijn eigen televisieprogramma, Knallen in de Horeca, waarin hij noodlijdende restaurants te hulp schoot in de bediening, ook wel de zwarte brigade genoemd. In december 2012 heeft RTL 4 besloten het tweede seizoen te annuleren.
Reimers keerde samen met Herman den Blijker in 2015 terug op televisie met het programma Herrie in Hotel Spaander. In 2016 keerde het programma terug voor een tweede seizoen onder de naam Herrie op De Bosbaan. In 2017 waren Reimers en Den Blijker samen te zien in Herrie in De Druiventros.
Reimers is getrouwd en heeft twee zonen, twee kleinzonen en drie kleindochters.